# Zielona Stolica Europy
Zielona Stolica Europy – nagroda przyznawana corocznie przez Komisję Europejską miastu wyróżniającemu się ze względu na kryteria: wzrostu gospodarczego, poprawy jakości życia mieszkańców i ochrony środowiska. Została zainicjowana 22 maja 2008 roku, a pierwszą nagrodę zdobył Sztokholm w 2010 roku.
Celem nagrody Zielonej Stolicy Europy jest rozpoznanie, nagrodzenie, a także zachęcenie miast do wdrożenia najlepszych praktyk inwestycyjnych mających na celu poprawę jakości życia miejskiej społeczności dbając jednocześnie o środowisko.
Doceniane są konkretne działania, takie jak:
- współpraca i partnerstwo między władzą, przedsiębiorstwami i obywatelami mająca na celu rozwój i poprawę warunków życia w mieście,
- wdrożenie rozwiązań zrównoważonej gospodarki,
- założenie oraz rozwój parków i terenów rekreacyjnych,
- nowoczesne podejście do gospodarki zarządzania odpadkami,
- innowacyjne rozwiązania w zakresie redukcji zanieczyszczeń,
- zintegrowane podejście do zarządzania miastem zapewniające pozytywne i długoterminowe skutki.

## Uprawnienia
Wszystkie miasta powyżej 100 tysięcy mieszkańców mają prawo kandydować do tytułu Zielonej Stolicy Europy. Nagroda przyznawana jest dla miast państw członkowskich Unii Europejskiej, państw kandydujących (Turcja, Macedonia, Serbia, Czarnogóra i Islandia) oraz Europejskiego Obszaru Gospodarczego (Islandia, Norwegia, Szwajcaria, Liechtenstein). W krajach, w których nie ma miasta powyżej 100 tysięcy mieszkańców, uprawnione jest do kandydowania największe miasto w państwie.
Natomiast do kandydowania o tytuł Europejskiego Zielonego Liścia miasta pomiędzy 20 a 100 tys. mieszkańców.
Kandydatury ocenia się wedle 12 wskaźników: lokalnego wkładu na rzecz zapobiegania globalnej zmianie klimatu, zarządzania transportem miejskim, terenów zieleni miejskiej, zwalczania hałasu, wytwarzania odpadów i zarządzania nimi, ochrony przyrody i różnorodności biologicznej, jakości powietrza, zużycia wody, oczyszczania ścieków, eko-innowacji i trwałego zatrudnienia, zarządzania środowiskiem na poziomie władz lokalnych i sprawności energetycznej.
Tytuł przyznawany jest przez międzynarodowe jury, w którym zasiadają eksperci w poszczególnych dziedzinach środowiska.

## Historia

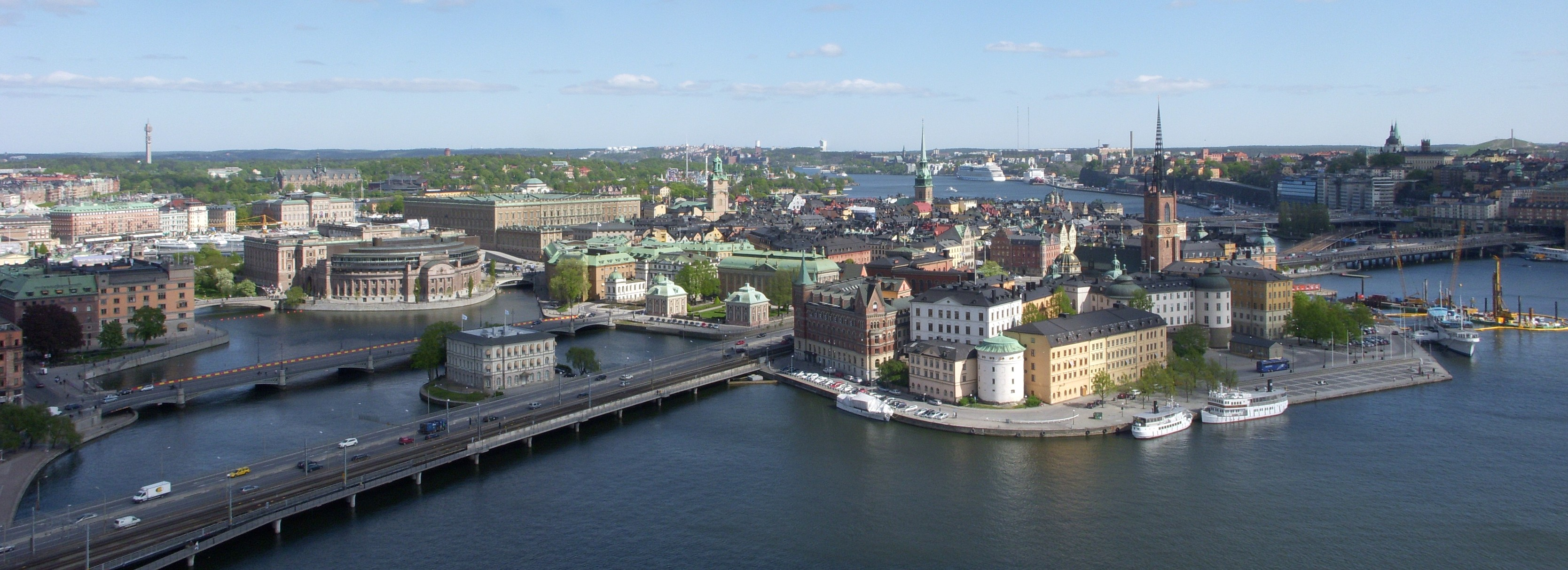
Sztokholm, Zielona Stolica Europy w 2010 roku

Koncepcja nagrody Zielonej Stolicy Europy powstała pierwotnie na spotkaniu w Tallinnie, w Estonii, w maju 2008 roku. Nagroda jest wynikiem inicjatywy podjętej przez 15 miast europejskich (Tallinn, Helsinki, Ryga, Wilno, Berlin, Warszawa, Madryt, Lublana, Praga, Wiedeń, Glasgow, Kilonia, Kotka, Dartford, Tartu).

### Zwycięzcy
- 2010:  Sztokholm[2]
- 2011:  Hamburg[3]
- 2012:  Vitoria[4]
- 2013:  Nantes[5]
- 2014:  Kopenhaga[6]
- 2015:  Bristol[7]
- 2016:  Lublana[8]
- 2017:  Essen[9]
- 2018:  Nijmegen[10]
- 2019:  Oslo[11]
- 2020:  Lizbona[12]
- 2021:  Lahti[13]
- 2022:  Grenoble[14]
- 2023:  Tallin[15]
- 2024:  Walencja[16]

### Europejski Zielony Liść
Tytuł Europejskiego Zielonego Liścia przyznano do tej pory trzynastu miastom.
- 2015:  Mollet del Vallès
- 2016:  Torres Vedras
- 2017:  Galway
- 2018:  Leuven oraz  Växjö
- 2019:  Cornellà de Llobregat oraz  Horst aan de Maas
- 2020:  Limerick oraz  Mechelen
- 2021:  Gabrovo oraz  Lappeenranta
- 2022:  Valongo oraz  Winterswijk